# Carl Bergmann
Carl Bergmann (ur. 12 kwietnia 1821 w Ebersbach, zm. 16 sierpnia 1876 w Nowym Jorku) – amerykański dyrygent i wiolonczelista niemieckiego pochodzenia.

## Życiorys
Studiował u Adolfa Zimmermana w Żytawie i Adolfa Hessego we Wrocławiu. Grał w różnych orkiestrach i zespołach we Wrocławiu, Warszawie, Wiedniu, Peszcie i Wenecji. W 1849 wyemigrował do USA i wstąpił do Germania Musical Society – orkiestry koncertowej składającej się głównie z niemieckich imigrantów – gdzie był wiolonczelistą, a następnie dyrygentem do 1854. W latach 1852–1854 dyrygował także koncertami Boston Handel and Haydn Society (H+H). 
Po rozwiązaniu w 1854 Germania Musical Society osiadł w Nowym Jorku i został członkiem Filharmonii Nowojorskiej. 21 kwietnia 1855, w zastępstwie Theodore’a Eisfelda, dyrygował uwerturą do Tannhäusera Wagnera. Jego błyskotliwa interpretacja nowatorskiej ówcześnie muzyki odniosła sukces artystyczny, dzięki któremu Bergmann został pierwszym dyrygentem Filharmonii Nowojorskiej w sezonach 1855/1856 i 1858/1859. W następnych latach Bergmann i Eisfeld wspólnie piastowali stanowisko dyrektora muzycznego i pierwszego dyrygenta, aż ten ostatni przeszedł na emeryturę w 1865. Odtąd Bergmann sam prowadził orkiestrę Filharmonii aż do marca 1876, kiedy to zły stan zdrowia zmusił go do rezygnacji.

## Osiągnięcia
Do najznaczniejszych nowojorskich przedsięwzięć Bergmanna należała seria jedenastu koncertów wykonanych w 1856 przez jego orkiestrę, w tym amerykańskie prawykonania IV Symfonii Schumanna i Uwertury Le carnaval romain Berlioza. 4 kwietnia 1859 poprowadził amerykańskie prawykonanie sceniczne opery Tannhäuser Wagnera w niemieckojęzycznym Stadttheater w Nowym Jorku. Za jego dyrekcji w repertuarze Filharmonii Nowojorskiej regularnie rozbrzmiewała nowoczesna wówczas muzyka Liszta, Berlioza, Schumanna, Brahmsa, Czajkowskiego i Wagnera. W 1862 dał jedno z pierwszych amerykańskich wykonań Serenady A-dur Brahmsa, a w 1866 Preludium do Tristana i Izoldy Wagnera.